# Sunday Bada
Sunday Bada (Kaduna, 22 de junho de 1969 – Lagos, 12 de dezembro de 2011) foi um velocista e campeão olímpico nigeriano, especialista nos 400 m rasos.
Depois de conquistar medalhas em campeonatos africanos em 1990 e 1991, ele competiu em seus primeiros Jogos Olímpicos em Barcelona 1992, sem conseguir classificação nos 400 m individuais mas com um quinto lugar na final do revezamento 4x400 m. No mesmo ano ele quebrou a barreira dos 45s para os 400 m, fazendo a marca de 44s9, em Havana, na Taça do Mundo de Atletismo de 1992, em prova que venceu.
Em 1993, foi medalha de prata nos 400 m no Campeonato Mundial de Atletismo Indoor, em Toronto, no Canadá, e quinto no Campeonato Mundial de Atletismo de Stuttgart, na Alemanha, onde fez a marca de 44s63 nas semifinais, o segundo melhor tempo de um nigeriano nos 400 metros até então. Dois anos depois, conquistou uma segunda prata no Mundial em Pista Coberta de Barcelona e no meio do ano integrou o revezamento 4x400 m nigeriano que conquistou uma medalha de bronze no Campeonato Mundial de Atletismo de Gotemburgo, na Suécia.
Sem conseguir sucesso em Atlanta 1996 nem nos 400 m individuais nem no revezamento, sua maior conquista neste ciclo olímpico foi a medalha de ouro nos 400 m no Campeonato Mundial de Atletismo em Pista Coberta de 1997, disputado em Paris.
Em Sydney 2000, ele fez parte do  4x400 m da Nigéria, junto com os compatriotas Clement Chukwu, Jude Monye e Enefiok Udo-Obong, que ficou com o segundo lugar, atrás do revezamento dos Estados Unidos. Em 2008, com a confissão de Antonio Pettigrew, integrante daquele revezamento americano campeão olímpico, de que havia participado dopado dos Jogos, o COI retirou as medalhas de ouro dos quatro atletas americanos. Em 2012, elas foram concedidas aos integrantes do revezamento da Nigéria, que passaram a ser oficialmente os campeões olímpicos de Sydney.
Bada, campeão nacional nigeriano dos 400 m entre 1990–1997 e 2001, retirou-se do atletismo ao final desta temporada, passando a exercer a profissão de policial e tornando-se diretor-técnico da Federação Nigeriana de Atletismo. Morreu aos 42 anos, após sofrer uma queda no Estádio Nacional em Lagos, capital do país, em dezembro de 2011.